# Glacier Bartók
Pour les articles homonymes, voir Bartók (homonymie).
Le glacier Bartók est un glacier de 13 km de long et 6 km de large qui s'épanche en direction du sud-ouest depuis l'extrémité sud des hauts plateaux Elgar, dans le Nord de l'île Alexandre-Ier, en Antarctique. Il est photographié depuis les airs et cartographié de façon approximative lors de l'expédition British Graham Land en 1937, puis de façon plus précise en 1960 par D. Searle du Falkland Islands Dependencies Survey d'après des photographies aériennes prises pendant l'expédition Ronne (1947–48).
Le glacier est nommé par l'UK Antarctic Place-Names Committee d'après le compositeur hongrois Béla Bartók (1881–1945).